# سيباستيان ديلفيرييه
سيباستيان ديلفيرييه (ولد في 2 يوليو 1981) حكم بلجيكي دولي الذي أدار تصفيات كأس العالم لكرة القدم 2014. أصبح ديلفيرييه على أحد حكام  الفيفا في عام 2010